# Pedro el escamoso: más escamoso que nunca
Pedro el escamoso: más escamoso que nunca es una serie de televisión colombiana creada por Luis Felipe Salamanca. La serie es una secuela de Pedro el escamoso, la segunda secuela de esa serie después de Como Pedro por su casa. Está protagonizada por Miguel Varoni y Carlos Torres.
Los 23 episodios están disponibles a nivel mundial desde el 16 de julio de 2024 en streaming por Disney+. El mismo día, en Colombia, la serie fue estrenada en televisión abierta por Caracol Televisión. Finalizó el 16 de agosto del mismo año. Esta es la última novela con la participación de Sandra Reyes, antes de su muerte el 1 de diciembre de 2024.

## Reparto
- Miguel Varoni como Pedro Coral Tavera
- Carlos Torres como Pedro Vicente Coral Jr.
- Sandra Reyes como Paula Andrea Dávila Serna[2]
- Marcela Mar como Mayerli del Carmen Pacheco Pataquiva
- Andrea Guzmán como Yadira del Pilar Pacheco Pataquiva
- Juan Carlos Arango como Enrique Bueno Lindo
- Álvaro Bayona como Pastor Fernando Gaitán García
- Ana María Trujillo como Fernanda Ríos[3][4]
- Melanie Dell' Olmo como Mariana Ríos[4]
- Lorena García como Catalina Caicedo "Cata" [4]
- Alisson Joan Castrillón como Luly [4]
- Eduardo Pérez como Felipe Samper "Pipe" [4]
- Carolina Serrano como Margui [4]
- María José Camacho como Lucía [4]
- Luz Estrada como Elvira Pacheco [4]
- Laura Junco como Lucero Rodríguez [4]
- Antonio Gil como Julio Martín [4]
- Daniel Martínez como Pity [4]
- Maria José Delgado como Nidia Guillermina Bueno Pacheco [4]
- Francisco Chona como Salo [4]
- Fernando Lara como Ramón Rocha [4]
- Daniela García Torres como Carol
- Vilma Vera como Dolores "Lola"

## Producción
En abril de 2023 se informó que Caracol Televisión estaba desarrollando una secuela de Pedro el escamoso. La serie se ordenó el 12 de octubre de 2023, con Miguel Varoni retomando su papel de Pedro Coral Tavera. El 24 de enero de 2024 se anunció la incorporación de Carlos Torres al elenco. Torres asumirá el papel del ahora hijo adulto de Pedro, como Pedro Jr. Se han ordenado un total de 23 episodios para la serie.

## Lanzamiento
La serie se estrenó a nivel mundial el 16 de julio de 2024 en streaming a través de Disney+ y en Colombia en televisión abierta por Caracol Televisión.